# Birchington-on-Sea
Birchington-on-Sea ist ein im Jahre 1240 erstmals erwähntes Dorf im Nordosten der Grafschaft Kent in England. Es gehört zum Distrikt Thanet, zählt ca. 9800 Einwohner (Stand: 2001) und liegt an der Nordsee im Küstenabschnitt zwischen den Städten Herne Bay und Westgate-on-Sea östlich des Mündungstrichters der Themse auf der Isle of Thanet.
Birchington-on-Sea bezeichnet sich selbst als „größtes Dorf in Kent“, was aufgrund der im Vereinigten Königreich nicht einheitlichen Definition eines Dorfes ein inoffizieller Titel ist.
Als ein an vier Sandbuchten gelegenes Seebad ist der Ort bei Touristen und als Alterssitz von Pensionären sehr beliebt.
Am Rande des Ortes liegt der Quex Park, in dem nicht nur ein Herrenhaus, sondern 1818 auch ein Glockenturm (The Waterloo Tower) zum Zwecke des Wechselläutens erbaut wurde.
Der Dichter und Maler Dante Gabriel Rossetti starb 1882 während eines Urlaubs in Birchington-on-Sea, wo er auch beerdigt wurde.